# Parochiekerk Onbevlekt Hart van Maria
De Parochiekerk Onbevlekt Hart van Maria is een 20e-eeuws rooms-katholiek kerkgebouw in de West-Vlaamse plaats Wevelgem. De kerk staat aan de Oleanderstraat in de wijk Wijnberg, en staat daarom ook bekend als de Wijnbergkerk. De kerk, het omringende plein en de naastgelegen pastorie met ommuurde tuin zijn sinds 2005 beschermd als monument.

## Geschiedenis
In 1936 werd er een meisjesschool opgericht op de Wijnberg. Het schooltje telde 12 klassen. Er was nood aan een kerk en daarom werd de vlasschuur van Jules Heytens gehuurd en omgebouwd tot een noodkerk in het jaar 1958. Deze plaats is vandaag de gemeentebibliotheek in de Wijnbergstraat.
Op 1 september 1959 werd de parochie Onbevlekt Hart van Maria opgericht door bisschop Emiel-Jozef De Smedt. Er woonden zo'n 2000 mensen in de parochie.
In de periode tussen 1963 en 1965 worden er plannen gemaakt voor het bouwen van een nieuwe kerk. De architect, de Nederlandse benedictijnse monnik Hans van der Laan, werkte samen met de Brugse architect Jozef Lietaert deze plannen uit.
De bouw van de kerk startte in maart 1967 en op 29 november 1969 werd de kerk voor de eerste keer gebruikt. Bij de eerstesteenlegging van de hoeksteen werden er enkele muntstukken ingemetseld. Op de muntstukken staat een tekst uit Jesaja, "Wie er op steunt zal niet wankelen."

## Gebouw
Deze kerk, gebouwd in de stijl van de Bossche School, is een sobere zaalkerk in okerkleurige ruwgebakken baksteen en met gebruikmaking van betonnen balkenv, donker houtwerk en helder glas voor de ramen. Op het platte dak is een kleine klokkengevel aangebracht en verder is er een losstaande klokkentoren op vierkante plattegrond.
Aan de zuidelijke voorgevel bevindt zich de portiek en dus de ingang naar de kerk. Er zijn vier grote openingen die begrens zijn door pijlers. In het rechtse deel van de voorgevel is er een Mariabeeld dat uitgevoerd is in witsteen.
De westelijke zijgevel is een muur zonder uitstulpingen met hoge verticale ramen. De noordelijke gevel is een vlakke muur zonder ramen. De oostelijke zijgevel is gelijk aan de westgevel. Hier is er wel een zijingang terug te vinden. Daarop werd de klokkenstoel gebouwd met plaats voor twee klokken. De ene klok heeft als opschrift: "Priesters uit het bisdom laten mij Paulus Gods roem verkondigen."' Op de andere klok staat "Godelieve, edele parel van ons volk, wees onze tolk."
De kerktoren is een losstaand geheel met een vierkant als grondvlak. In de klokkenstoel hangt een klok van 1060 kilogram. Het opschrift hierop is "Maria, Moeder en dienstmaagd van de Heer, roep alle mensen tot inkeer." De toren is afgewerkt met rechte hoeken en een eenvoudig kruis, een donkerhouten toegangsdeur. Oorspronkelijk was de kerk bedacht zonder toren. Architect Hans van der Laan ging telkens op zoek in zijn werken naar een zuivere architectuur. De gemeente drong echter aan op een toren om de kerk zichtbaar te maken op grote afstand.
In de eerste plaats was er een ruim kerkplein voorzien. Vandaag is daar niet meer veel van te merken want in 1998 werd er een rij huizen gebouwd.
In 2025 zijn er renovatie werken bezig aan de kerk zullen nog duren tot eind dit jaar 

## Interieur
Het interieur is sober. Sommige onderdelen van het meubilair zijn door van de Laan zelf ontworpen. De kerk heeft één grote zaal met slechts twee pilaren die steun bieden. Dit zorgt ervoor dat er geen zichtbelemmering is. Naast soberheid in de vormen en lijnen zijn ook de materialen en kleuren eerder sober. De kleuren die gebruikt werden zijn lichtgrijs, witgrijs en lichtgroen (tapijt). Oorspronkelijk was het tapijt grijs maar dit werd vervangen om zo een gelijke kleur als de banken de krijgen.
Het orgel werd vervaardigd door de firma Loncke.